# Howling II - L'ululato
Howling II - L'ululato (Howling II: Your Sister Is a Werewolf), anche noto come Howling II - L'ululato II, L'ululato II e Howling - La stirpe dei dannati è un film del 1985, diretto da Philippe Mora. Molto liberamente tratto dal romanzo The Howling II di Gary Brandner, autore anche della sceneggiatura, il film è il diretto sequel del film del 1981 L'ululato.

## Trama
La giornalista Karen White muore in circostanze misteriose. Al suo funerale il fratello Ben conosce Jenny Templeton, una delle colleghe di Karen, e Stefan Crosscoe, un misterioso esperto in lupi mannari che gli rivela che Karen era un licantropo. Fornendo loro prove video della trasformazione, Crosscoe convince Ben e Jenny ad accompagnarlo in Transilvania per uccidere Stirba, regina secolare dei lupi mannari, affinché la giovane possa così riposare in pace.

## Produzione
Questo film è l'unico film della serie di Howling che segue direttamente gli eventi del film originale ed è anche l'unico film di Howling a presentare il contributo del romanziere originale, Gary Brandner. Brandner era critico nei confronti del film originale del 1981, che era solo ispirato al suo romanzo del 1977, ed alcuni elementi di questo sequel potrebbero essere stati deliberatamente divergenti dal film precedente, sebbene alcuni (come il ret-conning di questo film della rivelazione mondiale dell'esistenza dei lupi mannari) sembrano essere casuali.
Il regista Philippe Mora ha raccontato come il film è stato impostato per celebrare il decimillesimo compleanno della regina licantropa Stirba ed è stato ispirato dall'erotismo della New Wave. Ha rivelato che gli attori Reb Brown e Annie McEnroe erano così cattivi nei loro ruoli che il veterano Christopher Lee si è comportato in modo offensivo come se volesse "allontanarsi". Inoltre è stato rivelato che la scena con Sybil Danning che mostra il suo seno nudo è stata ripetuta diciassette volte durante la scansione dello schermo dei titoli di coda. Per la maggior parte delle altre scene del film Danning era o coperto di peli o indossava un abito corazzato metallico e occhiali da sole.
Mentre la maggior parte del film è stato girato on locations in quella che era, all'epoca, la Cecoslovacchia, ad esempio nell'ossario di Mělník, una città della Boemia centrale, così come nei Barrandov Studios di Praga, sono state girate alcune scene a Los Angeles.
Girare nella Praga allora controllata dall'Unione Sovietica presentò alcune difficoltà: l'assistente regista assegnato dal governo di Mora non sapeva nulla del cinema. Mora doveva "importare letteralmente spazzatura dall'America per ingombrare le pulite strade comuniste". Quando una chiamata di casting locale uscì alla ricerca di "punk", arrivarono un migliaio di persone, con il risultato che le autorità locali chiamarono sia la polizia che i militari. A Mora fu consigliato da un colonnello dell'esercito, "puoi finire di girare la scena, ma dovranno partire in gruppi di non più di tre."
I co-protagonisti Marsha Hunt e Christopher Lee avevano già lavorato insieme in 1972: Dracula colpisce ancora!. Nel 1990, quando Lee fu scritturato per Gremlins 2 - La nuova stirpe, una delle prime cose che fece fu scusarsi con il regista Joe Dante (che diresse anche L'ululato) per essere stato in questo film. Lee aveva anche recitato nel ruolo di antagonista in Captain America II: Death Too Soon (1979) con Reb Brown nel ruolo del protagonista.

## Distribuzione
La Hemdale Films distribuì il film in Francia e in Inghilterra nel 1985, prima di distribuirlo negli Stati Uniti nel dicembre 1985. Tra i suoi titoli di uscita internazionali, è noto come Aullidos 2: Stirba, la mujer lobo o Aullidos 2 in Spagna, Aullido 2 in Messico, Üvöltés 2. - A nővéred egy vérfarkas in Ungheria, Howling II - L'ululato in Italia, Hurlements II in Francia, Das Tier II in Germania, I gynaika lykanthropos (Η γυναίκα λυκάνθρωπος) in Grecia e Vampiros em Fúria in Portogallo.

### Versioni alternative
La versione cinematografica originale di Howling II - L'ululato ha la durata di 87 minuti. Questa versione è stata rilasciata su VHS da HBO / Cannon Home video e Home video. La versione televisiva rieditata ha durata di 91 minuti ed includeva una nuova scena prima dei titoli di coda, oltre ad una nuovissima sequenza di titoli di coda per sostituire le riprese in topless di Sybil Danning nella sequenza finale originale classificata R. I titoli di coda della versione televisiva includono anche la musica, mentre la versione cinematografica ne è priva.
Il film non è riuscito a ottenere la stessa attenzione o successo commerciale del film originale. Negli anni successivi, Howling II divenne un film cult, forse a causa della presenza degli attori cult Sybil Danning, Reb Brown e Christopher Lee.

### Critica
Roger Ebert ha parlato del lavoro di Sybil Danning nel film ed ha scritto che sebbene fosse vicino, "non è stato il peggior film che la Danning ha realizzato." Nel notare che gli eroi del film sono coinvolti nell'inetto e "strani rituali del culto di Stirba", ammette che "nessuno presiede un rituale così come Sybil Danning". La scena in cui si strappa il vestito viene ripetuta due volte durante i titoli di coda, "fornendo al film il suo secondo e terzo momento interessante."
Variety ha offerto che mentre Christopher Lee ha portato esperienza nel suo ruolo di cacciatore di vampiri Stefan Crosscoe, il film manca di suspense e la trama è generica e prevedibile. Hanno notato che nonostante il film sia stato girato principalmente in Cecoslovacchia, la produzione non ha sfruttato appieno l'ambientazione. Bob Campbell dell'Arizona Daily Star ha scritto: "Un brutto sequel di uno scioccante B-movie non conta davvero come un tradimento artistico, ma Howling II is about as bad as movies ever get."
Brian J. Dillard di Allrovi lo ha definito un "esercizio ridicolo nella stupidaggine dell'orrore sequel", che "si allontana in un appello da campo così brutto che è buono." Ha notato che l'appello sessuale di Sybil Danning ed il lavoro delle veterane star dell'orrore Christopher Lee e Ferdy Mayne sono stati usati come sostituti di "il lavoro arguto e creativo degli effetti che caratterizzava l'originale."  Nel notare l'uso eccessivo della sceneggiatura di cliché di genere horror, è stato in grado di lodare il lavoro di Danning per aver impedito al film di essere troppo serio. Concluse scrivendo "più tardi i sequel di Howling si sarebbero spostati in una forma più raffinata di banalità, ma per la totale inettitudine di ciò che stavano pensando, è difficile battere questo miserabile urlatore."

### Home media
Negli Stati Uniti, la MGM Home Entertainment ha distribuito la riedizione commerciale del DVD di Howling II - L'ululato nel 2005, e lo ha rieditato di nuovo nel 2010 come parte di un set di due dischi che includeva sia Howling II - L'ululato del 1985 che L'ululato del 1981. Howling II - L'ululato venne distribuito in Blu-ray dalla Scream Factory il 14 luglio 2015.
In Italia, il film è stato distribuito in DVD il 18 ottobre 2006 dalla Mondo Home Entertainment col titolo Howling - La stirpe dei dannati.